# Abbas Cachiane Kaefe Rhebisch
Abbas Cachiane Kaefe Rhebisch (geboren zwischen 1722 und 1724 in Očakov am Schwarzen Meer; gestorben am 27. Oktober 1766 in Heimburg) war eine türkische Hofdame und Pfarrersfrau.

## Leben
Rhebisch wurde in einer zu dieser Zeit zum Osmanischen Reich gehörenden Hafenstadt nahe der Mündung des Dnjepr geboren. Sie war die Tochter eines aus Konstantinopel stammenden wohlhabenden türkischen Schatzmeisters und Richters (Kadi) und dessen Gemahlin, die aus einem armenischen Stamm der Georgier stammte. Als sie im Jahr 1737 ungefähr 15 oder 16 Jahre alt wurde, bekam sie den für türkische Frauen üblichen Schleier, den sie von da an öffentlich trug. Die Stadt wurde im Juli dieses Jahres im Zuge des Russisch-Österreichischen Türkenkrieges von der russischen Armee unter der Führung des Feldmarschalls von Münnich erobert und niedergebrannt. Die Überlebenden aus der Bevölkerung wurden als Kriegsbeute an die russischen Offiziere verteilt. So kam Rhebisch in den Besitz des Herzogs Anton Ulrich von Braunschweig-Bevern, der als Oberst mit dem Beverschen Kürassierregiment an diesem Feldzug beteiligt war.
Als die Pest in der Stadt grassierte, zogen sich die Truppen aus der Region zurück und brachten ihre Gefangenen über Kiew und Moskau nach Sankt Petersburg. Der Herzog von Braunschweig-Bevern plante, das Mädchen in die Obhut seiner Großmutter nach Blankenburg zu schicken. Zuvor übergab er sie jedoch dem Sankt Petersburger Hofarzt Jaquemin, um sie in der deutschen Sprache unterrichten zu lassen und mit dem christlichen Glauben vertraut zu machen. So wurde die junge Frau am 19. Januar 1739 von dem französisch-reformierten Pastor Robert Dunant auf den Namen Anna Charlotte Rhebisch getauft.

## Blankenburg und Zorge
Rhebisch wurde nach ihrem Übertritt zum Christentum durch ebenfalls in Sankt Petersburg als Gefangene lebende Verwandte bedroht, so dass sie von dem Hofarzt persönlich über Riga, Berlin und Braunschweig zur Herzogin Christine Luise nach Blankenburg geleitet wurde. Die Herzogin ernannte sie zu ihrer Kammerfrau und Vorleserin. Im Jahr 1747 ließ die Herzogin sie mit dem Pastor Christian Moritz Grimm (1722–1789) verloben, der als Kollegiat im nahen Kloster Michaelstein tätig war. Kurz vor dem geplanten Hochzeitstermin verstarb die Herzogin, so dass Rhebisch durch Intrigen am Hof die ihr zugesagte Mitgift von 500 Talern verlor. Die Trauung wurde am 1. Dezember 1747 in Blankenburg abgehalten. Die Grimms lebten von da an in Zorge, wo ihr Gemahl seine erste Pfarrstelle erhielt. Die Ehe litt unter wirtschaftlichen Schwierigkeiten und dem Ausbruch des Siebenjährigen Krieges. In den knapp neunzehn Jahren ihrer Ehe brachte sie neun Kinder zur Welt, drei Töchter und sechs Söhne. Nach der Geburt des letzten Sohnes erkrankte sie jedoch und verstarb an „rothem Friesel“ (Fieber mit rotem Ausschlag).
Das Städtische Museum Braunschweig besitzt ein Brustbild der Anna Charlotte Grimm, das von dem Maler Christian Wilhelm Ernst Dietrich stammt.